# Syzygium schwenckii
Syzygium schwenckii är en myrtenväxtart som beskrevs av Johannes Elias Teijsmann och Simon Binnendijk. Syzygium schwenckii ingår i släktet Syzygium och familjen myrtenväxter.
Artens utbredningsområde är Sumatera. Inga underarter finns listade i Catalogue of Life.